# Gonorrea
La gonorrea (dal greco "gonos": seme; e "reo" : scorro) o blenorragia (dal greco "blenos": muco; e "ragoo": erompo) è una malattia a trasmissione sessuale (STI) causata dal batterio Neisseria gonorrhoeae. I termini si riferiscono al principale sintomo, ossia le perdite uretrali, che sono anche il motivo alla base della denominazione scolo adottata nell'italiano popolare.
Il Neisseria gonorrhoeae, un patogeno umano obbligato, è l'agente eziologico della gonorrea, con una presenza in tutto il mondo sia nelle nazioni ricche di risorse sia in quelle a risorse limitate, e diagnosi e trattamento richiedono costose spese annuali. Come altre infezioni sessualmente trasmissibili, la gonorrea colpisce in modo sproporzionato le popolazioni di giovani adulti. Una malattia antica con riferimenti biblici (Antico Testamento; Levitico 15:1-3), la gonorrea ha molti riferimenti gergali, tra cui, in inglese, "the clap", che probabilmente deriva dal nome dell'antico quartiere parigino a luci rosse Les Clapiers.

## Clinica

### Eziologia
Il patogeno obbligato N. gonorrhoeae infetta solo gli esseri umani in natura e si manifesta più comunemente come uretrite negli uomini e cervicite nelle donne. I patogeni obbligati sono batteri che devono manifestare la malattia per facilitare la trasmissione da un ospite a un altro. Per sopravvivere, questi batteri devono infettare un ospite e non possono sopravvivere al di fuori di esso. Le infezioni urogenitali da gonorrea non diagnosticate e/o non trattate possono salire lungo le vie urinarie superiori e causare molte gravi complicazioni riproduttive, più comunemente ma non esclusivamente nelle donne, come endometrite, malattia infiammatoria pelvica, infertilità e/o morbilità potenzialmente letale attraverso una gravidanza ectopica.

### Epidemiologia
nessun dato
     <13
     13–26
     26–39
     39–52
     52–65
     65–78
     78–91
     91–104
     104–117
     117–130
     130–143
     >143

Disability-adjusted life year per la gonorrea per 100000 individui.
nessun dato
<13
13–26
26–39
39–52
52–65
65–78
78–91
91–104
104–117
117–130
130–143
>143

L'infezione da N. gonorrhoeae, è attualmente la seconda causa più comune di infezioni batteriche a trasmissione sessuale in tutto il mondo. L'Organizzazione Mondiale della Sanità (OMS) stima che ogni anno vengano documentati 106 milioni di nuovi casi di gonorrea tra gli adulti in tutto il mondo; molte infezioni in più non vengono segnalate. Con oltre 500 000 casi registrati annualmente negli Stati Uniti, N. gonorrhoeae è la seconda malattia sessualmente trasmessa più frequentemente segnalata negli Stati Uniti.
L'infezione da gonorrea ha una lieve prevalenza nei maschi a causa della maggiore probabilità che i maschi manifestino sintomi urogenitali e anche a causa dell'aumento delle diagnosi tra gli uomini che hanno rapporti sessuali con uomini. Nel corso dell'ultimo decennio, l'incidenza delle infezioni da gonorrea è aumentata a causa del crescente numero di ceppi resistenti agli antibiotici.

### Fisiopatologia
L'infezione da N. gonorrhoeae inizia con l'adesione dei gonococchi alle cellule epiteliali, seguita dall'invasione cellulare locale. La gonorrea ha molte proteine superficiali che facilitano l'adesione. N. gonorrhoeae utilizza i pili per avviare l'adesione alle cellule epiteliali. Appendici simili a peli, chiamate pili, coprono la superficie batterica. La loro capacità di allungarsi e ritrarsi consente ai batteri di attaccarsi da lontano e avvicinarsi alle cellule epiteliali, promuovendo l'invasione cellulare. I pili forniscono anche motilità e protezione. Altre proteine superficiali coinvolte nell'adesione cellulare includono Opa, proteine associate all'opacità, e LOS, lipooligosaccaride. Il LOS si lega alle cellule spermatiche e probabilmente porta alla trasmissione dagli uomini a partner sessuali non infetti.
L'invasione dell'epitelio cervicale coinvolge le cellule batteriche che interagiscono con i recettori di complemento delle cellule ospiti di tipo 3 (CR3). Questa comunicazione è avviata dal legame dei pili con il CR3. Questo provoca una riorganizzazione estesa dell'actina delle cellule ospiti, con la formazione di grandi proiezioni chiamate ruffles. I ruffles consentono quindi ai gonococchi di entrare nelle cellule ospiti in grandi vescicole chiamate macro-pinocitosi e successivamente moltiplicarsi all'interno delle cellule infette.

Neisseria gonorrhoeae induce un'infezione localizzata nel sito anatomico di inoculazione, tipicamente l'uretra, la cervice, la faringe o l'ano negli adulti e la congiuntiva dell'occhio o la faringe dei neonati, ma la disseminazione può verificarsi. I gonococchi sono classificati come sensibili o resistenti al siero in base alla loro sensibilità all'uccisione da parte dell'attivazione del complemento; i ceppi resistenti al siero hanno il potenziale per causare un'infezione disseminata. N. gonorrhoeae ha sviluppato molteplici meccanismi per contrastare i sistemi immunitari innati e adattativi dei loro ospiti nelle difese immunitarie.

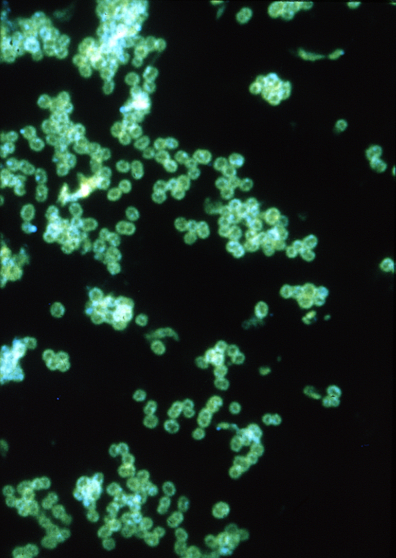
La Neisseria gonorrhoeae

### Istopatologia
La microscopia ottica di smagliature Gram-negative o colorate con blu di metilene di campioni di muco uretrale o cervicale di N. gonorrhoeae mostrerà neutrofili con diplococchi intracellulari. La microscopia ottica ha una sensibilità e specificità elevate per i maschi sintomatici con secrezione uretrale; tuttavia, la microscopia ottica ha una sensibilità più bassa per la diagnosi di gonorrea cervicale, faringea e rettale.

### Esame obiettivo
Nelle donne, N. gonorrhoeae infetta più comunemente la cervice, causando una cervicite. Quando le pazienti femminili con infezioni urogenitali da gonococco hanno sintomi, possono lamentarsi di secrezione vaginale, disuria o dolore pelvico. L'infezione gonorroica delle ghiandole di Bartolino adiacenti all'introito vaginale si manifesta come gonfiore dei tessuti molli delle labbra, formazione di ascessi e dolore. Se la cervicite non viene rilevata e trattata, l'infezione gonococcica ascendente può causare coinvolgimento delle vie riproduttive superiori, come la salpingite e la malattia infiammatoria pelvica. La malattia infiammatoria pelvica può manifestarsi con dolore pelvico, infertilità e aumentare il rischio di gravidanza ectopica. Le infezioni gonorroiche complicanti la gravidanza possono portare a esiti avversi della gravidanza come neonati con basso peso alla nascita e trasmissione ai neonati con conseguente infezioni dell'orofaringe o congiuntivite.
Anche se più del 50% delle donne non manifesterà sintomi delle loro infezioni cervicali da gonococco, la maggior parte dei maschi, più del 90%, manifesterà la gonorrea urogenitale in modo sintomatico. Le manifestazioni cliniche più comuni della malattia da gonococco nei maschi includono secrezione purulenta del pene, disuria e fastidio testicolare. Le complicanze urogenitali maschili da gonococco includono orchite, epididimite, linfoangite peniena, edema del pene e stenosi uretrali post-infettive. La prevalenza delle infezioni gonorroiche rettali e faringee è in aumento tra le popolazioni di uomini che hanno rapporti sessuali con altri uomini.
Come la cervicite, l'infezione gonorroica del faringe, del retto e dell'uretra femminile spesso si presenta in modo asintomatico o con sintomi sottili. Se non trattata, l'infezione gonorroica del retto può evolvere verso sintomi di dolore rettale, sanguinamento, secrezione e proctite. Raramente, N. gonorrhoeae si manifesta a livello sistemico come febbre/setticemia, tenosinovite, artrite e vasculite.

### Diagnosi
Le analisi di laboratorio diagnostiche sono essenziali per confermare il sospetto clinico di gonorrea. La conferma di laboratorio dell'infezione da N. gonorrhoeae avviene mediante la rilevazione diretta del patogeno gonococcico in campioni di tamponi urogenitali, anorettali, faringei o congiuntivali o nell'urina di prima mattina.
Le popolazioni che praticano rapporti sessuali anogenitali e/o sesso orale inseritivo richiederanno la screening per la gonorrea dal retto e dal faringe oltre allo screening urogenitale. La conferma del sospetto clinico di gonorrea è stabilita rilevando N. gonorrhoeae o la sua firma genetica in campioni genitali o extragenitali mediante microscopia ottica di tamponi colorati, coltura o test di amplificazione dell'acido nucleico (NAATs).
L'utilizzo routinario dei NAAT per la screening dei pazienti asintomatici a rischio ha dimostrato che le infezioni gonorroiche faringee e rettali non sono manifestazioni insolite. I NAAT sono generalmente più del 95% sensibili e specifici nei tamponi uretrali e cervicali e nell'urina di prima mattina dei maschi.
Lo sviluppo di saggi diagnostici punto di cura commercialmente disponibili per l'infezione da N. gonorrhoeae ha avuto un impatto sul tempo di trattamento. Tuttavia, sebbene questi saggi punto di cura abbiano pochi falsi positivi, ovvero dimostrino elevati livelli di specificità, i loro profili di sensibilità variano ampiamente, con tassi di falsi negativi che variano dal 13% a oltre il 90%. La ripetizione dello screening di laboratorio dopo il trattamento del paziente e del partner per l'infezione da gonococco migliora gli sforzi di eradicazione. Di recente, lo sviluppo di NAAT multiplex consente lo screening di un ampio pannello di MST oltre a N. gonorrhoeae.

### Trattamento
La terapia empirica per le infezioni da N. gonorrhoeae spesso viene somministrata durante la visita clinica iniziale in base a fattori storici come i rapporti sessuali con una persona con MST o un esame clinico sospetto di MST, come gocciolamento penieno o secrezione vaginale anomala. In tutto il mondo, il trattamento delle infezioni da N. gonorrhoeae per le infezioni urogenitali nei maschi e nelle femmine consiste comunemente in una terapia duale con una singola dose intramuscolare o endovenosa di 500 mg di ceftriaxone. In pazienti di peso pari o superiore a 150 kg, dovrebbe essere somministrato 1 g di ceftriaxone. Se il clinico non ha escluso l'infezione da clamidia, allora il trattamento per la clamidia è con doxiciclina 100 mg per via orale due volte al giorno per sette giorni a meno che la paziente non sia incinta.

In Canada, si preferisce una terapia antimicrobica alternativa come trattamento di prima linea per le infezioni urogenitali da N. gonorrhoeae, con una singola dose di cefixime orale da 800 mg abbinata a una singola dose di azitromicina da 1 g. Da notare che 2 g di azitromicina orale e 800 mg di cefixime orale hanno effetti avversi gastrointestinali significativi, come il vomito. Il cefixime non fornisce livelli ematici battericidi elevati o sostenuti come il ceftriaxone. Mostra un'efficacia limitata nel trattamento della gonorrea faringea.

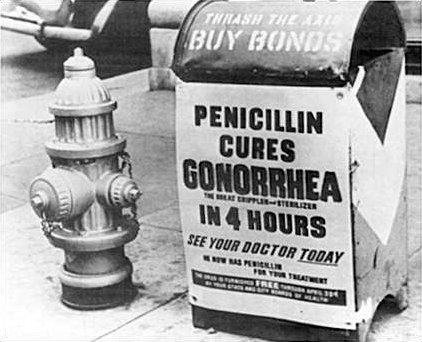
Una pubblicità degli anni '40 negli USA riguardante la penicillina

Per le infezioni da N. gonorrhoeae complicate, tra cui la malattia infiammatoria pelvica (PID), l'epididimite e la proctite, la terapia duale con una singola dose intramuscolare o endovenosa di 500 mg di ceftriaxone viene abbinata a doxiciclina 100 mg per via orale due volte al giorno per sette giorni, anziché una singola dose da 1 g di azitromicina, a causa dell'efficacia della doxiciclina contro C. trachomatis e dell'efficacia documentata nel trattamento dell'epididimite e della proctite. La terapia osservata direttamente, raccomandata dall'Organizzazione Mondiale della Sanità, promuove l'aderenza alla terapia e limita i fallimenti del trattamento dovuti alla mancata aderenza.
N. gonorrhoeae ha sviluppato resistenza agli antimicrobici utilizzati per il suo trattamento sin dal primo utilizzo delle sulfamidici negli anni '30. In alcune parti dell'Asia e dell'Europa sono stati identificati isolati gonorroici che presentano concentrazioni inibitorie medie elevate nei confronti della ceftriaxone e sono stati segnalati fallimenti del trattamento con ceftriaxone. Quando c'è un forte sospetto o una conferma della resistenza di N. gonorrhoeae alla terapia standard basata su risultati di coltura e sensibilità, il trattamento dell'infezione urogenitale con una singola dose di gentamicina da 240 mg IM e una singola dose di azitromicina da 1 g per via orale può essere somministrato.
Nei pazienti con allergia documentata potenzialmente letale alle cefalosporine o allergia alle B-lattamasi, può essere utilizzata la monoterapia con aztreonam per trattare le infezioni da N. gonorrhoeae. Aztreonam 1 g somministrato per via endovenosa tratta la gonorrea urogenitale e potrebbe avere efficacia anche per l'infezione gonococcica faringea e rettale quando viene utilizzata una dose da 2 g.

### Diagnosi differenziale
I sintomi urogenitali indotti dalla gonorrea possono essere osservati anche con altre malattie sessualmente trasmissibili, così come con malattie non sessualmente trasmissibili. Le infezioni sessualmente trasmissibili che possono causare disuria, secrezione peniena, secrezione vaginale anomala e dolore pelvico includono Chlamydia trachomatis, Trichomonas vaginalis, Treponema pallidum, Mycoplasma genitalium e virus dell'herpes simplex.
L'infezione acuta da gonococco può colpire più sistemi organici. Malattie infettive e non infettive possono causare uretrite, cervicite, proctite, congiuntivite, faringite e artrite. Eziologie autoimmuni, neoplastiche, traumatiche e tossicologiche devono essere prese in considerazione quando si valutano pazienti che presentano sintomi che sollevano il sospetto di gonorrea. L'infezione da gonococco stessa può avere manifestazioni autoimmuni come l'artrite reattiva in associazione con uretrite e congiuntivite.

### Prognosi
La morbilità della gonorrea è aumentata negli ultimi 20 anni, a causa della diffusione della resistenza agli antimicrobici.

### Complicazioni
Le complicanze della gonorrea comportano una morbilità sostanziale e conseguenze socioeconomiche significative. Se le infezioni da gonorrea non vengono rilevate o trattate adeguatamente, possono causare gravi complicazioni con conseguenti problemi di salute riproduttiva nelle donne, tra cui la malattia infiammatoria pelvica, il dolore pelvico cronico, l'infertilità, l'aborto del primo trimestre e la gravidanza ectopica. Raramente, l'infezione da gonococco disseminata si manifesta come artrite settica o endocardite. L'infezione da gonorrea può causare la sindrome di Fitz-Hugh-Curtis, infiammazione della capsula epatica con aderenze intra-addominali, nelle donne, e infertilità maschile.
Le complicazioni specifiche per i maschi includono epididimite, prostatite e proctite. Complicanze sistemiche mediate dall'immunità a seguito di infezione da gonorrea possono portare alla triade di artrite reattiva, uretrite e congiuntivite. L'infezione da gonorrea può complicare il parto ostetrico infettando i neonati attraverso il contatto degli occhi con le secrezioni genitali durante il periodo puerperale e può causare congiuntivite da gonococco che può progredire verso la cecità. L'infezione da gonorrea aumenta il rischio di trasmissione sessuale dell'HIV-AIDS.
Lo sviluppo del N. gonorrhoeae con resistenza agli antimicrobici è una complicazione che ha implicazioni a livello sociale. In generale, lo sviluppo della resistenza agli antimicrobici corrisponde all'uso locale, regionale e nazionale degli antibiotici; le popolazioni nei paesi come l'Olanda, con un utilizzo inferiore di cefalosporine, macrolidi e fluorochinoloni, hanno una minore incidenza di resistenza al gonococco rispetto alle nazioni ad alto consumo di antibiotici.